# Nothing Was Delivered
Nothing Was Delivered è un brano musicale composto dal cantautore statunitense Bob Dylan nel 1967. Venne originariamente inciso da Dylan e The Band alla fine del 1967 durante le sessioni che generarono i celebri "Basement Tapes", ma la prima versione ad essere pubblicata fu la reinterpretazione da parte dei The Byrds nel loro album Sweetheart of the Rodeo del 1968.

## Descrizione

### Testo e musica
Nothing Was Delivered include elementi di musica country, come molti altri brani dei "Basement Tapes". Svariati autori, incluso Greil Marcus di Rolling Stone, suggerirono che il brano fosse basato sullo standard del 1940 Blueberry Hill di Fats Domino. Tuttavia il critico Clinton Heylin ha suggerito che la melodia della canzone possa essere stata composta spontaneamente da Dylan o forse basarsi su un riff country che egli potrebbe aver sentito da qualche parte.
Un'interpretazione letterale del testo descrive una mancata consegna, possibilmente il fallimento di una trattativa per della droga, nella quale i "beni" promessi non sono mai stati consegnati. Un'interpretazione alternativa è che la canzone sia diretta ai politicanti, o alla classe privilegiata e dominante della società in generale, che mente sempre e non mantiene mai le promesse. Oliver Trager suggerì una possibile interpretazione religiosa; secondo la quale il cantante è un predicatore che chiede a una congregazione ecclesiale di perdonare un tradimento non specificato, forse persino quello di Giuda Iscariota.
Il critico musicale Robert Shelton considera la canzone una delle molte del Dylan del periodo, che ha come tematica la ricerca della salvezza. Egli suggerì inoltre una possibile influenza del Re Lear.
Philippe Margotin e Jean-Michel Guesdon descrissero il testo del brano come "oscuro e minaccioso".

## Versione di Dylan & The Band
Dylan con l'accompagnamento dei The Band registrarono molteplici versioni del pezzo nel settembre-ottobre 1967 a "Big Pink", la casa di Saugerties, New York, che utilizzarono come sala d'incisione e alloggio. Se ne conoscono due versioni complete e un frammento di una terza. La prima versione è quella inclusa nell'album The Basement Tapes del 1975, con l'aggiunta di alcune sovraincisioni. Questa inizia con Richard Manuel che suona il pianoforte. Dylan suona una chitarra a 12 corde in questa versione. Gli altri musicisti sono Robbie Robertson alla chitarra, Garth Hudson all'organo, e Rick Danko al basso, con Manuel e Danko che cantano nei cori di sottofondo. Margotin e Guesdon notano che il contrasto tra l'asprezza del testo e la solarità della musica sia uno degli elementi chiave della canzone, tecnica già utilizzata da Dylan in altri brani provenienti dai "Basement Tapes", come You Ain't Going Nowhere.
Le due versioni complete non includono nessuna parte di batteria. Levon Helm, batterista della Band che aveva temporaneamente lasciato il gruppo poco tempo prima, dichiarò nella sua autobiografia di aver suonato la batteria in una versione della canzone.

## Versione dei Byrds
Dylan aveva pensato di "donare" Nothing Was Delivered ad altri cantanti piuttosto che pubblicarla lui stesso. Fu una delle quattordici canzoni dei Basement Tapes fatte circolare dagli editori musicali di Dylan nel tentativo di convincere altri artisti a registrarli. Il bassista dei Byrds Chris Hillman ha affermato di avere personalmente ricevuto i nastri alla fine del 1967 o all'inizio del 1968, nastri che includevano, tra le altre canzoni, Nothing Was Delivered e You Ain't Going Nowhere. Hillman dichiarò di avere ricevuto i nastri dalla Columbia Records. Roger McGuinn suggerì che la fonte per i nastri potesse essere stato il produttore Gary Usher.
I Byrds registrarono Nothing Was Delivered con un arrangiamento country a Nashville il 15 marzo 1968, durante le sessioni per il loro album Sweetheart of the Rodeo. McGuinn si occupa della voce solista nella loro versione, fornendo un'interpretazione che il critico musicale Johnny Rogan descrisse come "la migliore imitazione della voce di Dylan da parte di McGuinn". Lloyd Green suonò la pedal steel guitar e il biografo dei Byrds Christopher Hjort presume che Gram Parsons abbia suonato il pianoforte. Il batterista Kevin Kelley si occupò delle percussioni.
Il giornalista di Rolling Stone Rob Sheffield definì la versione dei Byrds di Nothing Was Delivered "grandiosa" e "spaventosa", indicandola inoltre come il vertice di Sweetheart of the Rodeo. Recensendo Sweetheart of the Rodeo, il critico del New York Times William Kloman scrisse che i due brani composti da Dylan inclusi nell'album, sono "trattati con gusto caratteristico e sicuro". Il critico Rick Clark di Allmusic descrisse i due brani come "pura magia".  D'altra parte, il giornalista musicale Sean Egan ha stroncato la canzone come "eccessivamente mordente" e ha dichiarato che l'unico aspetto notevole della registrazione è che la sua linea di basso presenta uno dei pochi suoni rock dell'album.

## Altre versioni
Buddy Emmons reinterpretò Nothing Was Delivered nel suo album Steel Guitar del 1975. Gli Original Marauders reinterpretarono il brano nel loro album Now Your Mouth Cries Wolf del 1977.